# 1948年ロンドンオリンピックのデンマーク選手団
1948年ロンドンオリンピックのデンマーク選手団（1948ねんロンドンオリンピックのデンマークせんしゅだん）は、1948年7月29日から8月14日にかけてイギリスの首都ロンドンで開催された1948年ロンドンオリンピックのデンマーク選手団、およびその競技結果。

## 概要
今大会は金メダル5個、銀メダル7個、銅メダル8個の合計20個のメダルを獲得した。

## メダル
| メダル | 選手名                                                                        | 競技   | 種目                   |
| ------ | ----------------------------------------------------------------------------- | ------ | ---------------------- |
| 金     | グレタ・アンデルセン                                                          | 競泳   | 女子100m自由形         |
| 金     | カレン・ハルプ                                                                | 競泳   | 女子400m自由形         |
| 銀     | カレン・ハルプ                                                                | 競泳   | 女子100m背泳ぎ         |
| 銀     | エヴァ・リース カレン・ハルプ グレタ・アンデルセン フリッツェ・カシュテンセン | 競泳   | 女子4×100m自由形リレー |
| 銅     | リリー・カールステット                                                        | 陸上   | 女子やり投             |
| 銅     | アクセル・シャンドルフ                                                        | 自転車 | 男子スプリント         |